# Алиева, Сурая Гашум кызы
Сурая Гашум кызы Алиева (азерб. Sürəyya Haşım qızı Əliyeva; род. 12 февраля 1926 г., Нухинский уезд) — советский азербайджанский табаковод, Герой Социалистического Труда (1950 г.).

## Биография
Родился 12 февраля 1926 года в селе Карадаглы Нухинского уезда Азербайджанской ССР (ныне Шекинский район).
С 1943 года звеньевая колхоза имени Багирова, с 1950 года табаковод колхоза «Азербайджан» Шекинского района. В 1949 году получила урожай табака сорта «Трапезонд» 34,3 центнера с гектара на площади 3,1 гектара.
Указом Президиума Верховного Совета СССР от 17 августа 1950 года за получение высоких урожаев табака в 1949 году Алиевой Сурае Гашум кызы присвоено звание Героя Социалистического Труда с вручением ордена Ленина и золотой медали «Серп и Молот».
Активно участвовала в общественной жизни Азербайджана. Член КПСС с 1954 года. Депутат Верховного Совета Азербайджанской ССР 5-го созыва.